# 31 sierpnia
31 sierpnia jest 243. (w latach przestępnych 244.) dniem w kalendarzu gregoriańskim. Do końca roku pozostaje 122 dni.

## Święta
- Imieniny obchodzą: Aidan, Albertyna, Amat, Arystyda, Arystydes, Bohdan, Izabela, Józef, Nikodem, Optat, Paulin, Prymian, Rajmund, Rajmunda, Solidariusz, Świętosław i Teodot.
- Kirgistan, Trynidad i Tobago – Święto Niepodległości
- Malezja – święto narodowe Hari Merdeka
- Polska
  - Dzień Solidarności i Wolności (święto państwowe)
  - Święto Kawalerii Polskiej (na pamiątkę bitwy pod Komarowem)[1][2]
- Rumunia – Dzień Języka Rumuńskiego (święto państwowe)
- Wspomnienia i święta w Kościele katolickim[3][4] obchodzą:
  - św. Aidan (biskup)
  - św. Arystydes z Aten (apologeta)
  - św. Honorat z Marsylii (biskup i ojciec Kościoła)
  - św. Józef z Arymatei (uczeń Jezusa)
  - św. Nikodem (postać biblijna)
  - św. Rajmund Nonnat (mercedariusz)

## Wydarzenia w Polsce

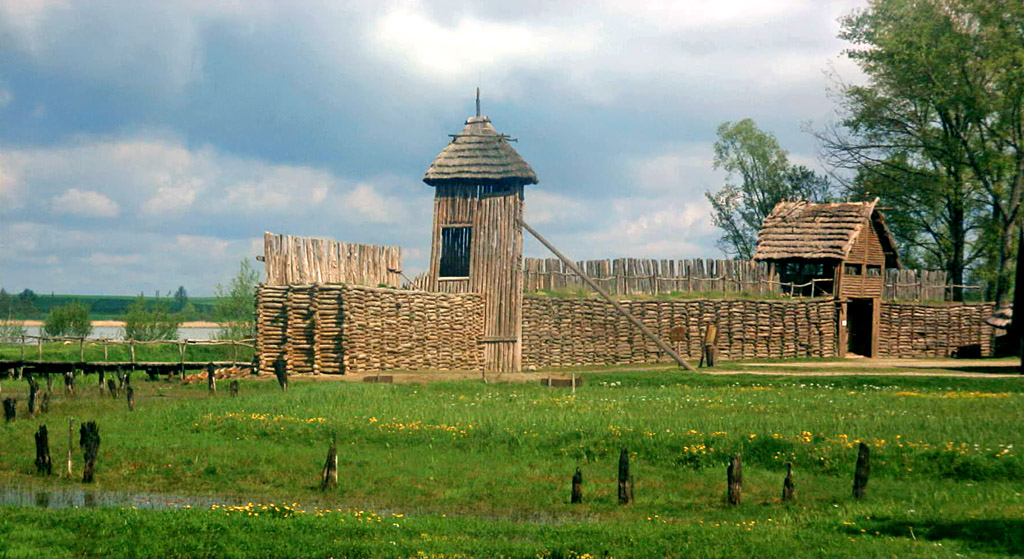
Zrekonstruowana osada w Biskupinie

- 1559 – Zygmunt II August jako wielki książę litewski zawarł I pakt wileński z ostatnim mistrzem krajowym inflanckiej gałęzi zakonu krzyżackiego Gotthardem Kettlerem. Na jego mocy litewski władca objął protektorat nad Inflantami, a rękojmią tego porozumienia było oddanie załogom litewskim kilku zamków inflanckich.
- 1675 – Od uderzenia pioruna spłonął zamek Chojnik koło Jeleniej Góry.
- 1792 – Komisja Skarbowa Rzeczypospolitej Obojga Narodów została zlikwidowana przez konfederację targowicką, która przywróciła podział na komisje koronną i litewską.
- 1794 – Insurekcja kościuszkowska: między Zbierskiem a Stawiszynem około 300 chłopów uzbrojonych w kosy i piki zatarasowało drogę wojsku pruskiemu, którego zadaniem było utrzymanie komunikacji pomiędzy Koninem a Kaliszem. Powstańców udało się odeprzeć dopiero przy użyciu artylerii.
- 1827 – W Warszawie otwarto Instytut Oftalmiczny (okulistyczny).
- 1839 – Wybuchł wielki pożar Trzcianki w Wielkopolsce.
- 1882 – Otwarto linię kolejową ze Stargardu do Kostrzyna nad Odrą.
- 1920 – Wojna polsko-bolszewicka: zwycięstwo wojsk polskich w bitwie pod Komarowem.
- 1933 – We wsi Biskupin na Pałukach miejscowy nauczyciel Walenty Szwajcer znalazł w pobliskim jeziorze drewniane szczątki, które okazały się pozostałościami przedsłowiańskiej osady.
- 1935 – W Warszawie zakończyła się VI Olimpiada Szachowa.
- 1939 – Prowokacja gliwicka: Niemcy sfingowali napad polskich dywersantów na radiostację gliwicką, dając tym sobie pretekst do ataku na Polskę.
- 1943 – Oddział AK dowodzony przez ppor. Waldemara Szwieca ps. „Robot” zajął Końskie.
- 1944:
  - 31. dzień powstania warszawskiego: całkowitemu zniszczeniu uległ Pasaż Simonsa.
  - PKWN wydał dekret O wymiarze kary dla faszystowsko-hitlerowskich zbrodniarzy.
- 1948 – Rozpoczęło się plenum KC PPR, w czasie którego pierwszego sekretarza partii Władysława Gomułkę zastąpił Bolesław Bierut.
- 1959:
  - Premiera komedii filmowej Inspekcja pana Anatola w reżyserii Jana Rybkowskiego.
  - Wiesław Podobas wygrał 16. Tour de Pologne.
- 1963 – Stanisław Gazda wygrał 20. Tour de Pologne.
- 1980 – Sierpień 1980: w Sali BHP Stoczni Gdańskiej Lech Wałęsa i wicepremier Mieczysław Jagielski podpisali porozumienia sierpniowe (21 postulatów).
- 1982 – W drugą rocznicę podpisania porozumień sierpniowych w całym kraju odbyły się demonstracje. W Lubinie trzech demonstrantów zginęło od kul MO i ZOMO, a kilkudziesięciu zostało rannych.
- 1992:
  - Na antenie TVP1 wyemitowano premierowe wydanie magazynu porannego Kawa czy herbata?
  - Premiera 1. odcinka serialu telewizyjnego Pogranicze w ogniu w reżyserii Andrzeja Konica.
- 1994 – Zamknięto wszystkie oddziały największej w Polsce Fabryki Celulozy i Papiernictwa we Włocławku.
- 1995 – Zlikwidowano ostatnie linie trolejbusowe w Warszawie.
- 2015:
  - Podczas II sesji Kapituły Generalnej Maria Karol Babi został wybrany na biskupa naczelnego Kościoła Starokatolickiego Mariawitów.
  - Spłonął doszczętnie XVIII-wieczny, drewniany kościół św. Doroty w Łodzi-Mileszkach.
- 2016 – Zgromadzenie Ogólne Polskiej Rady Ekumenicznej jednogłośnie wybrało na nowego prezesa PRE bp Jerzego Samca, zwierzchnika Kościoła Ewangelicko-Augsburskiego w RP.

## Wydarzenia na świecie
- 1056 – Wraz ze śmiercią cesarzowej bizantyńskiej Teodory wygasła dynastia macedońska.
- 1057 – Cesarz bizantyński Michał VI Stratiotikos abdykował na rzecz Izaaka I Komnena.
- 1158 – Alfons VIII Szlachetny został królem Kastylii.
- 1218 – Al-Kamil został sułtanem sunnickiej dynastii Ajjubidów rządzącej w Egipcie i Syrii.
- 1281 – Król Norwegii Eryk II Wróg Księży ożenił się z księżniczką szkocką Małgorzatą.
- 1302 – W Caltabellotta zawarto traktat pokojowy kończący wojnę o Sycylię między władcą wyspy Fryderykiem II z dynastii aragońskiej, a Andegawenami z Karolem II na czele.
- 1422 – Henryk VI Lancaster został w wieku 9 miesięcy królem Anglii.
- 1552 – Papież Juliusz III założył w Rzymie uczelnię dla duchownych katolickich Collegium Germanicum et Hungaricum.
- 1659 – Wojna duńsko-szwedzka: wojewoda ruski Stefan Czarniecki wraz ze swoją dywizją opuścił granice królestwa duńskiego, gdzie przez ponad rok wspierał Brandenburczyków oraz Duńczyków w walce przeciw Szwedom. W Danii pozostał tylko niewielki oddział, który wrócił do kraju w marcu 1660 roku.
- 1790 – Został krwawo stłumiony bunt żołnierzy z garnizonu we francuskim Nancy.
- 1808 – W Bawarii zniesiono poddaństwo.
- 1811 – Ustanowiono Order Świętego Ferdynanda, najwyższe odznaczenie wojskowe Hiszpanii.
- 1812 – U wybrzeży Urugwaju zatonął hiszpański statek „Salvador”, w wyniku czego zginęło od 470 do 600 osób.
- 1823 – Francuska inwazja na Hiszpanię: decydująca klęska hiszpańskich powstańców w bitwie pod Trocadero.
- 1827 – Frederick Robinson został premierem Wielkiej Brytanii.
- 1839 – Została zawarta umowa z Vergary kończąca I wojnę z karlistami w północnych prowincjach Hiszpanii. W Katalonii starcia z ostatnimi oddziałami karlistów trwały do roku następnego.
- 1848 – W Wiedniu odbyło się premierowe wykonanie Marsza Radetzky’ego Johanna Straussa (ojca).
- 1864 – Wojna secesyjna: rozpoczęła się bitwa pod Jonesborough.
- 1870 – Wojna francusko-pruska: rozpoczęła się bitwa pod Noiseville.
- 1871 – Adolphe Thiers został prezydentem Francji.
- 1876 – Po detronizacji obłąkanego Murada V jego brat Abdülhamid II został sułtanem Imperium Osmańskiego.
- 1886 – Charleston w Karolinie Południowej zostało niemal całkowicie zniszczone wskutek trzęsienia ziemi.
- 1888 – Została zamordowana Mary Ann Nichols, powszechnie uważana za pierwszą ofiarę Kuby Rozpruwacza.
- 1897 – W Bazylei zakończył się I Kongres Syjonistyczny.
- 1899 – Założono klub piłkarski Olympique Marsylia.
- 1903 – Czworo lekceważących ostrzeżenia turystów zginęło w wyniku erupcji najpotężniejszego wówczas na świecie gejzera Waimangu na nowozelandzkiej Wyspie Północnej.
- 1907 – Rosja i Wielka Brytania podpisały układ z Sankt Petersburga.
- 1909 – Amerykanin Charles Walcott odkrył stanowisko paleontologiczne środkowokambryjskiej fauny w Górach Skalistych w kanadyjskiej prowincji Kolumbia Brytyjska.
- 1910 – Założono turecki klub piłkarski MKE Ankaragücü.
- 1911:
  - Agustín Ganoza i Cavero został premierem Peru.
  - Założono miasto San Fernando w Kalifornia.
- 1913 – Założono holenderski klub sportowy PSV Eindhoven.
- 1914 – Rozpoczęło się konklawe na którym 3 września został wybrany na papieża Benedykt XV.
- 1923 – Rozpoczęła się włoska interwencja wojskowa na greckiej wyspie Korfu.
- 1928:
  - Proklamowano Królestwo Albanii.
  - W Berlinie odbyła się premiera musicalu Opera za trzy grosze Bertolta Brechta i Kurta Weila.
- 1932 – Całkowite zaćmienie Słońca widoczne w północnej Kanadzie i amerykańskich stanach: Vermont, New Hampshire, Maine i Massachusetts.
- 1935 – Radziecki górnik Aleksiej Stachanow podczas jednej zmiany wykonał 1475% normy (tj. wydobył 102 m³ węgla).
- 1936 – Radio czechosłowackie rozpoczęło emisję programów dla zagranicy.
- 1940:
  - W katastrofie należącego do Pennsylvania Central Airlines samolotu Douglas DC-3 koło Lovettsville w Wirginii zginęło wszystkich 25 osób na pokładzie.
  - W Santa Barbara w Kalifornii Laurence Olivier poślubił Vivien Leigh.
- 1941 – Atak Niemiec na ZSRR: zakończyła się ewakuacja Tallinna (27-31 sierpnia).
- 1942:
  - Gestapo aresztowało pod zarzutem szpiegostwa na rzecz ZSRR niemieckiego oficera Harro Schulze-Boysena i jego żonę Libertas.
  - W Luksemburgu rozpoczął się strajk generalny przeciwko niemieckim okupantom.
- 1944:
  - Front wschodni: wojska radzieckie zajęły Bukareszt.
  - Kampania włoska: polska 3. Brygada Strzelców Karpackich dokonała pierwszego wyłomu w Linii Gotów, zdobywając miasto Pesaro.
- 1945 – Założono Liberalną Partię Australii.
- 1947 – Dokonano oblotu radzieckiego samolotu wielozadaniowego An-2.
- 1950 – 55 osób zginęło w katastrofie lotu Trans World Airlines 903 na Pustyni Libijskiej.
- 1955 – Wojny izraelsko-arabskie: izraelscy komandosi zaatakowali obóz szkoleniowy fedainów w Chan Junus w Strefie Gazy, zabijając 72 osoby.
- 1956 – Dokonano oblotu samolotu-cysterny Boeing KC-135 Stratotanker.
- 1957 – Federacja Malajska proklamowała niepodległość (od Wielkiej Brytanii).
- 1960:
  - Dżafar Szarif-Emami został premierem Iranu.
  - Wszedł do służby radziecki atomowy okręt podwodny K-8.
- 1962 – Trynidad i Tobago uzyskał niepodległość (od Wielkiej Brytanii).
- 1966 – Izraelski Kneset przeniósł się do nowo wybudowanej stałej siedziby przy Giwat Ram w Jerozolimie.
- 1968:
  - W klinice w Houston w Teksasie zespół pod kierownictwem dr. Michaela DeBakeya przeprowadził pierwszy w historii przeszczep wielonarządowy serca, płuc i nerek, pobranych od śmiertelnie zranionej w wyniku strzału w głowę 20-letniej dawczyni, czterem mężczyznom w wieku od 22 do 50 lat.
  - W trzęsieniu ziemi we wschodnim Iranie zginęło około 12 tys. osób.
- 1969 – W katastrofie awionetki Cessna 172 pod Newton w stanie Iowa zginął były zawodowy mistrz świata w bokserskiej wadze ciężkiej Rocky Marciano oraz pilot i drugi pasażer.
- 1970:
  - Edward Akufo-Addo został prezydentem Ghany.
  - Obrączkowe zaćmienie Słońca widoczne nad Papuą-Nową Gwineą, Tuvalu, Samoa i Samoa Amerykańskim.
- 1972:
  - Podczas XX Letnich Igrzysk Olimpijskich w Monachium amerykańscy sprinterzy Edward Hart i Reynaud Robinson, będący faworytami biegu na 100 m, spóźnili się na swe biegi ćwierćfinałowe z powodu błędu trenera dysponującego nieaktualnym harmonogramem zawodów i zostali wyeliminowani walkowerem.
  - W katastrofie samolotu Ił-18 pod Magnitogorskiem zginęło 101 osób.
- 1975 – Dwóch uzbrojonych bandytów, znajdujących się wśród 38 pasażerów autobusu jadącego z Chicago do Toronto, dokonało pod Detroit największego w historii napadu na pasażerów tego typu środka transportu, rabując ok. 20 tys. dolarów w gotówce i 15 tys. w innych kosztownościach.
- 1978 – Zaginął bez śladu irański duchowny szyicki, teolog i polityk imam Musa as-Sadr, który w towarzystwie szejka Mohammeda Yakuba i dziennikarza Abbasa Badra ad-Dina udawał się z Libanu z wizytą do Libii na zaproszenie Mu’ammara al-Kaddafiego.
- 1985 – W Los Angeles został aresztowany seryjny morderca Richard Ramirez znany jako „Nocny Łowca”.
- 1986:
  - 423 osoby zginęły w wyniku zatonięcia statku pasażerskiego „Admirał Nachimow” na Morzu Czarnym
  - 82 osoby zginęły (w tym 15 na ziemi), a 8 zostało rannych w wyniku zderzenia samolotu McDonnell Douglas DC-9 z awionetką nad Los Angeles.
- 1987 – Ukazał się album Michaela Jacksona Bad.
- 1988 – Boeing 727-232 amerykańskich linii Delta Air Lines rozbił się krótko po starcie z lotniska Dallas-Fort Worth. Spośród 108 znajdujących się na pokładzie zginęło 14, a 76 zostało rannych.
- 1990 – W Berlinie podpisano układ między RFN a NRD o ustanowieniu jedności kraju, który wszedł w życie 3 października tego roku.
- 1991 – Kirgistan i Uzbekistan proklamowały niepodległość (od ZSRR).
- 1992 – Pascal Lissouba został prezydentem Konga.
- 1993 – Ostatni rosyjscy żołnierze opuścili Litwę.
- 1994:
  - IRA ogłosiła zawieszenie broni.
  - Ostatni rosyjscy żołnierze opuścili Łotwę i Niemcy.
- 1996 – Rosja i Czeczenia podpisały porozumienie pokojowe kończące I wojnę czeczeńską.
- 1997 – Księżna Diana, jej kochanek Dodi Al-Fayed i kierowca Henri Paul zginęli, a ochroniarz Trevor Rees-Jones został ciężko ranny w wypadku samochodowym w tunelu Alma w Paryżu.
- 1998 – Korea Północna wystrzeliła rakietę balistyczną Kwangmyŏngsŏng-1, która przeleciała nad Japonią i wpadła do Pacyfiku.
- 1999 – 65 osób zginęło (w tym 2 na ziemi), a 37 zostało rannych w katastrofie Boeinga 737 w Buenos Aires.
- 2004 – Czeczeńska terrorystka-samobójczyni zdetonowała bombę w jednej ze stacji moskiewskiego metra, w wyniku czego zginęło 10 osób, a 51 zostało rannych.
- 2005:
  - Islandia i Wyspy Owcze zawarły porozumienie z Hoyvík o wolnym handlu.
  - W wyniku wybuchu paniki na moście na rzece Tygrys w Bagdadzie zginęło 1199 osób.
- 2006 – Po 2 latach odzyskano skradzione z Muzeum Muncha w Oslo obrazy Edvarda Muncha Krzyk i Madonna.
- 2009:
  - Armenia i Turcja, przy mediacji Szwajcarii, osiągnęły porozumienie w sprawie ustanowienia stosunków dyplomatycznych.
  - ChRL i Tajwan uruchomiły regularne połączenia lotnicze w liczbie 270 tygodniowo, w miejsce dotychczasowych 108 lotów czarterowych.
  - W Czechach wycofano z obiegu monetę o nominale 50 halerzy.
- 2013 – We francuskim mieście Tours wznowiono po 64 latach komunikację tramwajową.
- 2014:
  - 37 osób zginęło w wyniku wybuchu samochodu-pułapki w irackim mieście Ramadi.
  - Anita Włodarczyk wynikiem 79,58 m ustanowiła w Berlinie nieaktualny już rekord świata w rzucie młotem.
- 2016 – W wyniku impeachmentu prezydent Brazylii Dilmy Rousseff nowym prezydentem został dotychczasowy wiceprezydent i p.o. prezydenta Michel Temer.

## Urodzili się
- 12 – Kaligula, cesarz rzymski (zm. 41)
- 161 – Kommodus, cesarz rzymski (zm. 192)
- 1398 – Jan Walezjusz, delfin Francji (zm. 1417)
- 1436 – Naldo Naldi, włoski poeta i pisarz neołaciński (zm. po 1513)
- 1542 – Isabella de’ Medici, włoska arystokratka (zm. 1576)
- 1569 – Dżahangir, władca imperium Wielkich Mogołów (zm. 1627)
- 1595 – Georges Fournier, francuski jezuita, hydrograf, geograf, matematyk (zm. 1652)
- 1634 – Paul Ammann, niemiecki lekarz, botanik (zm. 1691)
- 1652 – Ferdynand Karol Gonzaga, książę Mantui, markiz Montferrau (zm. 1708)
- 1663 – Guillaume Amontons, francuski fizyk (zm. 1705)
- 1669 – (data chrztu) Václav Render, czeski kamieniarz, architekt, rzeźbiarz (zm. 1733)
- 1721 – George Hervey, brytyjski arystokrata, wojskowy, dyplomata, polityk (zm. 1775)
- 1730 – Jean Pierre François Guillot-Duhamel, francuski inżynier, metalurg (zm. 1816)
- 1731 – Ignazio Busca, włoski kardynał (zm. 1803)
- 1734 – Gaetano Gandolfi, włoski malarz (zm. 1802)
- 1739 – Johann August Eberhard, niemiecki filozof (zm. 1809)
- 1749 – Aleksandr Radiszczew, rosyjski pisarz (zm. 1802)
- 1750 – Ignacy Nepomucen Bardziński, polski duchowny katolicki, biskup pomocniczy gnieźnieński (zm. 1813)
- 1763 – Andrzej Stanisław von Hatten, polski duchowny katolicki, biskup warmiński (zm. 1841)
- 1764 – Gustaw Adolf Henckel von Donnersmarck, ostatni pan feudalny Tarnowskich Gór, wolny pan stanowy Bytomia, baron i hrabia cesarstwa (zm. 1813)
- 1768 – Rajmund Korsak, polski poeta, tłumacz (zm. 1817)
- 1775 – Agnes Bulmer, brytyjska poetka (zm. 1836)
- 1777 – Ernst August Friedrich Klingemann, niemiecki pisarz (zm. 1831)
- 1779 – Antoni Wiktor Habsburg, arcyksiążę austriacki, duchowny katolicki (zm. 1835)
- 1786:
  - Michel Eugène Chevreul, francuski chemik (zm. 1889)
  - Tiberio Pacca, włoski dyplomata, wysoki urzędnik Państwa Kościelnego (zm. 1837)
- 1789 – Michał Krogulski, polski pianista, kompozytor, pedagog (zm. 1859)
- 1791 – Rajmund Skórzewski, polski ziemianin, kolekcjoner (zm. 1859)
- 1797 – James Ferguson, szkocki astronom (zm. 1867)
- 1800 – Józef Krzysik, polski kapucyn, teolog, malarz (zm. 1882)
- 1801 – Pierre Soulé, amerykański polityk, senator (zm. 1870)
- 1802 – Husein Gradaščević, bośniacki generał (zm. 1834)
- 1805 – Anna Libera, polska poetka, działaczka oświatowa (zm. 1886)
- 1807 – John Young, brytyjski polityk, administrator kolonialny (zm. 1876)
- 1810 – Ludwik Wołowski, polsko-francuski ekonomista, adwokat pochodzenia żydowskiego (zm. 1876)
- 1811 – Théophile Gautier, francuski pisarz (zm. 1872)
- 1819 – John Faed, szkocki malarz (zm. 1902)
- 1820 – Carl Fredrik Nyman, szwedzki botanik (zm. 1893)
- 1821 – Hermann von Helmholtz, niemiecki lekarz, fizjolog, fizyk, filozof (zm. 1894)
- 1824 – Alexander Hugo Bakker Korff, holenderski malarz, rysownik (zm. 1882)
- 1834 – Amilcare Ponchielli, włoski kompozytor, pedagog (zm. 1886)
- 1836 – Francesco Segna, włoski kardynał (zm. 1911)
- 1837 – Édouard Jean-Marie Stephan, francuski astronom (zm. 1923)
- 1838 – Andrij Potebnia, ukraiński rewolucjonista, uczestnik powstania styczniowego (zm. 1863)
- 1840 – Wilhelm Dittenberger, niemiecki filolog klasyczny (zm. 1906)
- 1842 – Mary Putnam Jacobi, amerykańska lekarka, pisarka, sufrażystka (zm. 1906)
- 1843 – Georg von Hertling, niemiecki filozof, polityk, kanclerz Cesarstwa Niemieckiego i premier Prus (zm. 1919)
- 1845 – Amália dos Passos Figueiroa, brazylijska poetka, dziennikarka (zm. 1878)
- 1848 – Włodzimierz Stebelski, polski poeta, satyryk, eseista, krytyk literacki, dziennikarz (zm. 1891)
- 1849 – Nestor (Fomin), rosyjski biskup prawosławny (zm. 1910)
- 1852:
  - John Neville Keynes, brytyjski logik, ekonomista (zm. 1949)
  - Gaetano Previati, włoski malarz (zm. 1920)
- 1853 – Aleksiej Brusiłow, rosyjski generał kawalerii (zm. 1926)
- 1855:
  - Józef Konstanty Janiszewski, polski działacz socjalistyczny (zm. 1923)
  - Sebastiano Nicotra, włoski duchowny katolicki, arcybiskup, nuncjusz apostolski (zm. 1929)
  - Wsiewołod Rudniew, rosyjski kontradmirał (zm. 1913)
  - Stefan Surzyński, polski kompozytor, organista, dyrygent, pedagog (zm. 1919)
- 1857 – Raimondo D’Aronco, włoski architekt (zm. 1932)
- 1860:
  - Alfred Grütter, szwajcarski strzelec sportowy (zm. 1937)
  - Nicola Zingarelli, włoski humanista, filolog, wykładowca akademicki (zm. 1935)
- 1863 – Izabela, księżniczka bawarska (zm. 1924)
- 1866 – Elizabeth von Arnim, brytyjska pisarka pochodzenia australijskiego (zm. 1941)
- 1870:
  - George Eyser, amerykański gimnastyk pochodzenia niemieckiego (zm. 1919)
  - Maria Montessori, włoska lekarka, pedagog (zm. 1952)
- 1871 – Ernest II, książę Saksonii-Altenburg (zm. 1955)
- 1872 – Matylda Krzesińska, rosyjska tancerka pochodzenia polskiego (zm. 1971)
- 1876 – Milan Grol, jugosłowiański pisarz, krytyk literacki, polityk (zm. 1952)
- 1877 – Stanisław Rospond, polski duchowny katolicki, biskup pomocniczy krakowski (zm. 1958)
- 1878 – Czesław Białobrzeski, polski fizyk teoretyk, astrofizyk, filozof nauki, wykładowca akademicki (zm. 1953)
- 1879:
  - Alma Mahler-Werfel, austriacka skandalistka, znana z wielu romansów (zm. 1964)
  - Yoshihito, cesarz Japonii (zm. 1926)
- 1880:
  - Adolf Grabowsky, niemiecki geopolityk (zm. 1969)
  - Wilhelmina, królowa Holandii (zm. 1962)
- 1881 – Iwan Omelianowycz-Pawlenko, ukraiński generał-chorąży armii URL (zm. 1962)
- 1882 – Teodor Seidler, polski prawnik, adwokat, polityk, poseł na Sejm RP (zm. 1972)
- 1883 – Raïssa Maritain, francuska mistyczka i poetka chrześcijańska (zm. 1960)
- 1885 – Rajmund Jaworowski, polski działacz socjalistyczny (zm. 1941)
- 1889 – Stefan Stolarz, polski podpułkownik (zm. 1940)
- 1890 – August Alle, estoński poeta (zm. 1952)
- 1891:
  - Alexander Boyd Baird, kanadyjski przedsiębiorca, polityk (zm. 1967)
  - Alfredo Ghierra, urugwajski piłkarz (zm. 1973)
- 1892:
  - Maria Aszerówna, polska literatka, tłumaczka, dziennikarka, działaczka społeczna i polityczna pochodzenia żydowskiego (zm. 1981)
  - Karol Musioł, polski inżynier górniczy, dyrektor kopalń (zm. 1967)
- 1893:
  - Władysław Karaś, polski major, strzelec sportowy (zm. 1942)
  - Aleksandr Nikonow, rosyjski komandor dywizji (zm. 1937)
  - Michał Piwoszczuk, polski oficer, kawaler Orderu Virtuti Militari (zm. 1974)
  - Franciszek Szymański, polski polityk, poseł na Sejm RP (zm. 1969)
- 1894:
  - Rajmund Barański, polski lekarz, polityk, minister zdrowia (zm. 1971)
  - Jan Dębski, polski aktor (zm. 1966)
  - Charles Reznikoff, amerykański poeta, prozaik, dramaturg pochodzenia żydowskiego (zm. 1976)
- 1895:
  - Karl Fiehler, niemiecki polityk nazistowski, nadburmistrz Monachium (zm. 1969)
  - Ben Verweij, holenderski piłkarz (zm. 1951)
- 1896:
  - Brian Edmund Baker, brytyjski pilot wojskowy, as myśliwski (zm. 1979)
  - Félix-Antoine Savard, kanadyjski duchowny katolicki, pisarz (zm. 1982)
- 1897 – Fredric March, amerykański aktor (zm. 1975)
- 1898:
  - Dave Evans, amerykański kierowca wyścigowy (zm. 1974)
  - Jan Hrecki, białoruski polityk, poseł na Sejm RP (zm. 1937)
- 1900:
  - Pierre Gourou, francuski geograf, tropikalista (zm. 1999)
  - Jan Loth, polski piłkarz (zm. 1933)
  - Gino Lucetti, włoski anarchista, zamachowiec (zm. 1943)
  - Alfredo Porzio, argentyński bokser (zm. 1976)
- 1901 – Hieronim Schulz, polski lekarz, działacz społeczny (zm. 1942)
- 1902:
  - Marcin Bukowski, polski architekt, konserwator zabytków (zm. 1987)
  - Adolf Ert, niemiecki działacz nazistowski i antykomunistyczny, pisarz, publicysta (zm. 1975)
  - Józef Sałabun, polski astronom (zm. 1973)
- 1903:
  - Stefan Dybowski, polski nauczyciel, polityk, poseł do KRN i na Sejm Ustawodawczy, minister kultury i sztuki (zm. 1970)
  - Arthur Godfrey, amerykański spiker radiowy i telewizyjny, komik (zm. 1983)
  - Vladimir Jankélévitch, francuski filozof, pisarz, muzykolog pochodzenia żydowskiego (zm. 1985)
  - Ludomir Sedlaczek-Komorowski, polski psychiatra, antropolog (zm. 1972)
- 1905:
  - Otto Cordes, niemiecki piłkarz wodny (zm. 1970)
  - Iwan Czertow, radziecki generał major, funkcjonariusz kontrwywiadu i organów bezpieczeństwa (zm. 1951)
  - Bo Giertz, szwedzki duchowny luterański, biskup Göteborga (zm. 1998)
  - Giuseppe Mojoli, włoski duchowny katolicki, arcybiskup, nuncjusz apostolski (zm. 1980)
  - As-Sajjid Nusajr, egipski sztangista (zm. 1977)
  - Kārlis Ozoliņš, łotewski i radziecki polityk (zm. 1987)
  - Dore Schary, amerykański scenarzysta i producent filmowy (zm. 1980)
- 1906:
  - Józef Lamer, polski porucznik AK, członek WiN, dydaktyk (zm. 1955)
  - Raymond Sommer, francuski kierowca wyścigowy (zm. 1950)
  - Wiktor Suchocki, polski podpułkownik, prokurator wojskowy (zm. 1956)
- 1907:
  - Argentina Brunetti, argentyńska aktorka (zm. 2005)
  - Ramon Magsaysay, filipiński polityk, prezydent Filipin (zm. 1957)
  - Altiero Spinelli, włoski polityk komunistyczny (zm. 1986)
- 1908:
  - Czesław Halski, polski poeta, prozaik, spiker radiowy, krytyk muzyczny, kompozytor, biograf (zm. 2001)
  - Michał Jachimczak, polski duchowny katolicki, męczennik, Sługa Boży (zm. 1941)
  - Henryk Lewulis, polski architekt (zm. 1966)
  - Jacques Loew, francuski duchowny katolicki (zm. 1999)
  - William Saroyan, amerykański pisarz (zm. 1981)
- 1909:
  - Ladislav Hecht, słowacki tenisista (zm. 2004)
  - Josef Košťálek, czeski piłkarz (zm. 1971)
  - Józef Żurek, polski porucznik (zm. 2018)
- 1910:
  - Noemi Jungbach, polska aktorka pochodzenia żydowskiego (zm. 1986)
  - Roman Smoluchowski, polsko-amerykański fizyk, astrofizyk (zm. 1996)
  - Petar Trifunović, serbski szachista (zm. 1980)
  - Raoul Ubac, francuski fotograf, rzeźbiarz, malarz, grafik (zm. 1985)
  - Giennadij Woronow, radziecki polityk (zm. 1994)
- 1911:
  - Ambrogio Marchioni, włoski duchowny katolicki, arcybiskup tytularny, nuncjusz apostolski (zm. 1989)
  - Władysław Szubiński, polski kapitan, żołnierz AK, cichociemny (zm. 1942)
- 1912 – Jan Piwnik, polski oficer wojska i policji, dowódca oddziałów partyzanckich AK, cichociemny (zm. 1944)
- 1913:
  - Zbigniew Bieńkowski, polski poeta, krytyk literacki, eseista, tłumacz (zm. 1994)
  - Jacques Foccart, francuski polityk (zm. 1997)
  - Bernard Lovell, brytyjski fizyk, radioastronom (zm. 2012)
- 1914:
  - Richard Basehart, amerykański aktor (zm. 1984)
  - Franz Rosenthal, niemiecko-amerykański orientalista (zm. 2003)
  - Alfredo Varelli, włoski aktor (zm. 1996)
- 1916
  - Marian Radzik, polski pianista, kompozytor (zm. 1982)
  - Alice Schwarz-Gardos, żydowska dziennikarka i pisarka (zm. 2007)
- 1918:
  - Bill Homeier, amerykański kierowca wyścigowy (zm. 2001)
  - Alan Jay Lerner, amerykański scenarzysta filmowy, kompozytor (zm. 1986)
- 1920 – Vicente Buigues Carrió, hiszpański okulista (zm. 1986)
- 1921:
  - Jerzy Michotek, polski aktor, piosenkarz, reżyser estradowy i telewizyjny (zm. 1995)
  - Danuta Mostwin, polska pisarka, psycholog, socjolog, publicystka (zm. 2010)
  - Mieczysław Palus, polski hokeista, trener (zm. 1986)
  - Otis G. Pike, amerykański polityk (zm. 2014)
- 1922:
  - Michaił Heller, rosyjski historyk, wykładowca akademicki (zm. 1997)
  - Julian Jaranowski, polski genetyk, hodowca roślin, wykładowca akademicki (zm. 1983)
- 1923:
  - Edward Boyle, brytyjski arystokrata, polityk (zm. 1981)
  - Alfred Jeske, polski farmaceuta, epidemiolog, polityk (zm. 2008)
- 1924:
  - Zbigniew Radwański, polski prawnik (zm. 2012)
  - George Sewell, brytyjski aktor (zm. 2007)
  - Herbert Wise, austriacki reżyser filmowy (zm. 2015)
- 1925:
  - Vratislav Blažek, czeski pisarz, scenarzysta filmowy (zm. 1973)
  - Mieczysław Chorąży, polski onkolog, profesor nauk medycznych, uczestnik powstania warszawskiego (zm. 2021)
  - Alicja Łodzińska, polska chemik, profesor nauk chemicznych (zm. 2016)
  - Katyna Ranieri, włoska aktorka, piosenkarka (zm. 2018)
- 1927 – Raymond Ken’ichi Tanaka, japoński duchowny katolicki, biskup Kioto (zm. 2021)
- 1928:
  - James Coburn, amerykański aktor (zm. 2002)
  - Jaime Sin, filipiński duchowny katolicki, arcybiskup Manili, kardynał (zm. 2005)
- 1929 – Rajmund Kuczma, polski historyk, muzealnik (zm. 2007)
- 1930:
  - Godefroid Mukeng’a Kalond, kongijski duchowny katolicki, arcybiskup Kanangi
  - Mieczysław Połukard, polski żużlowiec, trener (zm. 1985)
  - Jerzy Rachowski, polski prawnik, wykładowca akademicki, polityk, poseł na Sejm PRL (zm. 2013)
  - Lou Tsioropoulos, amerykański koszykarz pochodzenia greckiego (zm. 2015)
- 1931:
  - Lidia Bienias, polska aktorka (zm. 2020)
  - Pupo Gimenez, brazylijski trener piłkarski (zm. 2016)
  - Gregory Obinna Ochiagha, nigeryjski duchowny katolicki, biskup Orlu (zm. 2020)
  - Noble Willingham, amerykański aktor (zm. 2004)
- 1932:
  - Willy Hautvast, holenderski klarnecista, dyrygent, kompozytor (zm. 2020)
  - Ivo Možný, czeski socjolog, wykładowca akademicki (zm. 2016)
  - Roman Tkaczuk, rosyjski aktor (zm. 1994)
- 1933:
  - Jan Bem, polski piłkarz, bramkarz (zm. 1997)
  - Bronisław Janaszak, polski działacz partyjny i państwowy (zm. 2009)
  - Kirsten Walther, duńska aktorka (zm. 1987)
- 1934:
  - Eusebius Beltran, amerykański duchowny katolicki, arcybiskup metropolita Oklahoma City
  - Bolesław Oleszko, polski malarz, grafik (zm. 2014)
  - Rajmund Pietraszkiewicz, polski działacz partyjny i państwowy (zm. 2013)
  - Leonid Szarin, radziecki polityk (zm. 2014)
- 1935:
  - Andrzej Dobosz, polski krytyk literacki, felietonista, aktor
  - Ramón Darío Molina Jaramillo, kolumbijski duchowny katolicki, biskup Neiva (zm. 2018)
  - Jim Morris, amerykański kulturysta (zm. 2016)
  - Frank Robinson, amerykański baseballista (zm. 2019)
  - Maks Velo, albański malarz, poeta (zm. 2020)
- 1936:
  - Matti Klinge, fiński historyk, wykładowca akademicki (zm. 2023)
  - Osvaldo Nardiello, argentyński piłkarz (zm. 2020)
  - Otelo Saraiva de Carvalho, portugalski generał, polityk (zm. 2021)
  - Igor Żukow, rosyjski pianista, dyrygent, inżynier dźwięku (zm. 2018)
- 1937:
  - Andrzej Herder, polski aktor (zm. 2002)
  - Kazimierz Szmidt, polski piłkarz, trener (zm. 2016)
  - Tadeusz Żółtek, polski szachista, trener
- 1938 – Galina Gorochowa, rosyjska florecistka
- 1939:
  - Jan Knoppek, polski polityk, poseł na Sejm RP (zm. 2008)
  - Wojciech Seweryn, polski plastyk (zm. 2010)
- 1940:
  - Alain Calmat, francuski łyżwiarz figurowy, lekarz, polityk
  - Stefan Frankiewicz, polski historyk literatury, działacz katolicki, publicysta, dyplomata
  - Jack Thompson, australijski aktor
  - Dorrit Willumsen, duńska pisarka
- 1941:
  - Michał Moszkowicz, polski pisarz (zm. 2017)
  - Jacek Niwelt, polski skrzypek (zm. 2022)
- 1942:
  - Andrzej Gołaś, polski polityk, przedsiębiorca, poseł na Sejm RP
  - Manfred Gorywoda, polski ekonomista, polityk, poseł na Sejm PRL, wicepremier
  - Pedro Solbes, hiszpański ekonomista, prawnik, polityk, wicepremier, minister gospodarki i finansów, komisarz europejski ds. gospodarczych i walutowych (zm. 2023)
- 1943:
  - Thierry Jordan, francuski duchowny katolicki, arcybiskup Reims
  - Anna Lizaran, hiszpańska aktorka (zm. 2013)
  - Zofia Szcześniewska-Bryszewska, polska siatkarka (zm. 1988)
  - Rajmund Szwonder, polski polityk, inżynier, senator RP (zm. 2008)
- 1944:
  - Anna Lizaran, hiszpańska aktorka (zm. 2013)
  - Joachim Marx, polski piłkarz
  - Earnie Shavers, amerykański bokser (zm. 2022)
- 1945:
  - Tadeusz Dębicki, polski rolnik, związkowiec, poseł na Sejm RP
  - Van Morrison, północnoirlandzki muzyk, wokalista, kompozytor, poeta
  - Halina Olendzka, polska chirurg dziecięca, polityk, poseł na Sejm RP
  - Itzhak Perlman, amerykański skrzypek pochodzenia żydowskiego
  - Anna Pfeffer, węgierska kajakarka
  - Leonid Popow, ukraiński generał major lotnictwa, kosmonauta
- 1946:
  - Jānis Jurkāns, łotewski polityk
  - Henryk Woźniakowski, polski matematyk
- 1947:
  - Dimityr Maraszliew, bułgarski piłkarz
  - Mona Marshall, amerykańska aktorka
  - Guy Rewenig, luksemburski pisarz
  - Andrzej Socharski, polski strzelec sportowy, trener (zm. 2024)
  - Łucja Staniczek, polska nauczycielka, regionalistka (zm. 2019)[5]
  - Jerzy Święch, polski aktor
  - Grzegorz Warchoł, polski aktor, reżyser filmowy
  - Somchai Wongsawat, tajski prawnik, sędzia, polityk, premier Tajlandii
- 1948:
  - Harald Ertl, austriacki kierowca wyścigowy, dziennikarz (zm. 1982)
  - Jan Isielenis, polski skoczek i instruktor spadochronowy
  - Stanisław Iwaniak, polski siatkarz, trener
  - Holger Osieck, niemiecki piłkarz, trener
  - Rudolf Schenker, niemiecki gitarzysta, członek zespołu Scorpions
- 1949:
  - Richard Gere, amerykański aktor
  - Mieczysław Hryniewicz, polski aktor
  - Hugh David Politzer, amerykański fizyk, laureat Nagrody Nobla
  - Radu Stroe, rumuński inżynier, polityk, minister spraw wewnętrznych (zm. 2025)
- 1950:
  - Dean Barkley, amerykański polityk, senator
  - Marcello Del Duca, włoski piłkarz wodny
- 1951:
  - Mario Boljat, chorwacki piłkarz (zm. 2024)
  - Edyta Jurkowlaniec-Kopeć, polska biolog (zm. 2020)
  - Sławomir Łosowski, polski klawiszowiec, kompozytor, członek zespołu Kombi
  - Tymoteusz (Margaritis), grecki biskup prawosławny
  - Aleksiej Uczitiel, rosyjski reżyser filmowy
  - Bronisław Wrocławski, polski aktor
- 1952:
  - Tadeusz Golik, polski sztangista
  - Marek Jeżabek, polski fizyk teoretyk
  - Kim Kashkashian, amerykańska altowiolistka pochodzenia ormiańskiego
  - Matthew Hassan Kukah, nigeryjski duchowny katolicki, biskup Sokoto
  - Anna Nasierowska-Guttmejer, polska patolog, onkolog
  - Pawieł Polan, rosyjski geograf, historyk, pisarz, tłumacz
  - Herbert Reul, niemiecki polityk, eurodeputowany
- 1953:
  - Wojciech Banach, polski inżynier, poeta, kolekcjoner (zm. 2022)
  - Bruno Cherrier, francuski lekkoatleta, sprinter
  - Miguel Ángel Guerra, argentyński kierowca wyścigowy
  - Dave Weldon, amerykański polityk
  - Pawieł Winogradow, rosyjski inżynier, kosmonauta
- 1954:
  - Julie Brown, amerykańska aktorka, producentka i scenarzystka filmowa
  - Robert Koczarian, ormiański polityk, prezydent Górskiego Karabachu, premier i prezydent Armenii
- 1955:
  - Filip Adwent, polski lekarz, polityk, poliglota, eurodeputowany (zm. 2005)
  - Marek Bałata, polski wokalista jazzowy
  - Edwin Moses, amerykański lekkoatleta, płotkarz
  - Stefan Szańkowski, polski samorządowiec, polityk, poseł na Sejm RP
- 1956:
  - Chatri ad-Dauh, zachodniosaharyjski polityk
  - Masashi Tashiro, japoński muzyk, prezenter telewizyjny
  - Tsai Ing-wen, tajwańska polityk, prezydent Tajwanu
- 1957:
  - Aki Karvonen, fiński biegacz narciarski
  - Stefan Strzałkowski, polski nauczyciel, samorządowiec, polityk, burmistrz Białogardu, poseł na Sejm RP (zm. 2019)
  - Erikas Tamašauskas, litewski samorządowiec, polityk
- 1958:
  - Piotr Kurka, polski rzeźbiarz
  - Eduardo Lago, brazylijski aktor
  - Antoni Ostrouch, polski aktor
- 1959:
  - Sali Bashota, amerykański poeta, prozaik, krytyk literacki
  - Michał Szymański, polski astronom
- 1960:
  - Vali Ionescu, rumuńska lekkoatletka, skoczkini w dal
  - Hasan Nasr Allah, libański polityk, szyita, przywódca Hezbollahu (zm. 2024)
  - Uwe Wessel, niemiecki basista, członek zespołów: Gamma Ray, Gothic Fate, Red Kick i Axe La Chapelle
- 1961:
  - Leonardo D’Ascenzo, włoski duchowny katolicki, arcybiskup Trani-Barletta-Bisceglie
  - Hillary Hoynes, amerykańska ekonomistka
  - Rose Mukantabana, rwandyjska prawnik, obrończyni praw człowieka, polityk
  - Tonino Picula, chorwacki socjolog, samorządowiec, polityk
- 1962:
  - Dee Bradley Baker, amerykański aktor
  - Nicolas Brouwet, francuski duchowny katolicki, biskup Tarbes i Lourdes
  - Nurłan Nigmatulin, kazachski polityk, przewodniczący parlamentu
  - Hanna Prusakowska, polska florecistka
  - Mike Smrek, kanadyjski koszykarz
  - Thomas Suozzi, amerykański polityk, kongresmen
- 1963:
  - Egyptian Lover, amerykański didżej, wokalista, producent muzyczny
  - Robert Gawliński, polski muzyk rockowy, wokalista, autor tekstów, lider zespołu Wilki
  - Rituparno Ghosh, indyjski reżyser filmowy (zm. 2013)
  - Kristina Lilley, amerykańska aktorka
  - Krystyna Mączka, polska lekkoatletka, oszczepniczka
- 1964:
  - Esteban Becker, argentyński piłkarz, trener
  - Janusz Kręcikij, polski generał brygady
- 1965:
  - Daniel Bernhardt, szwajcarski aktor, mistrz sztuk walki
  - Zsolt Borkai, węgierski gimnastyk, samorządowiec
  - Margareta Keszeg, rumuńska lekkoatletka, biegaczka średniodystansowa pochodzenia węgierskiego
- 1966:
  - Sławomir Frejowski, polski kolarz szosowy i przełajowy (zm. 2025)
  - Zdenko Morovic, wenezuelski piłkarz (zm. 2024)
  - Ljubosław Penew, bułgarski piłkarz, trener
  - Jan Einar Thorsen, norweski narciarz alpejski
  - Władimir Toguzow, osetyjski zapaśnik
  - Marek Wrona, polski kolarz szosowy
- 1967:
  - Jonathan Cake, brytyjski aktor
  - Akiko Hiramatsu, japońska seiyū
  - Gene Hoglan, amerykański perkusista
  - Anita Moen, norweska biegaczka narciarska
  - Kenneth Oppel, kanadyjski pisarz
  - Sybille Schmidt, niemiecka wioślarka
- 1968:
  - Jennifer Azzi, amerykańska koszykarka, trenerka
  - Josef Cedar, izraelski reżyser i scenarzysta filmowy
  - Valdon Dowiyogo, nauruański działacz sportowy, polityk (zm. 2016)
  - Glenroy Gilbert, kanadyjski lekkoatleta, sprinter
  - Tomasz Man, polski dramaturg, reżyser teatralny
  - Derek Whyte, szkocki piłkarz
- 1969:
  - Victor Alexander, amerykański koszykarz
  - Nathalie Bouvier, francuska narciarka alpejska
  - Jonathan LaPaglia, australijski aktor, reżyser filmowy
  - Katarzyna Radtke, polska lekkoatletka, sprinterka
  - Justo Ruiz, andorski piłkarz, trener
- 1970:
  - Massimo Casanova, włoski przedsiębiorca, polityk, eurodeputowany
  - Debbie Gibson, amerykańska piosenkarka, autorka tekstów, producentka muzyczna, aktorka
  - Nikoła Gruewski, macedoński ekonomista, polityk, premier Macedonii Północnej
  - Arie van Lent, holenderski piłkarz, trener
  - Epic Mazur, amerykański muzyk, wokalista, raper, producent muzyczny, kompozytor, członek zespołu Crazy Town
  - Jeremy Nobis, amerykański narciarz alpejski (zm. 2023)
  - Nikodimos Papawasiliu, cypryjski piłkarz, trener
  - Rania, królowa Jordanii
  - James Robinson, amerykański koszykarz
  - Zack Ward, kanadyjski aktor
  - Ian Williams, amerykański muzyk[6]
- 1971:
  - Nobuatsu Aoki, japoński motocyklista wyścigowy
  - Alin Artimon, rumuński piłkarz
  - Virna Dias, brazylijska siatkarka
  - Sabrina Giusto, brazylijska tenisistka
  - Pádraig Harrington, irlandzki golfista
  - Michal Hrůza, czeski piosenkarz, gitarzysta, kompozytor
  - Erika Jurinová, słowacka nauczycielka, polityk, przewodnicząca kraju żylińskiego
  - Kinga Preis, polska aktorka
  - Hakop Ter-Petrosjan, ormiański piłkarz
  - Chris Tucker, amerykański aktor, komik, scenarzysta i producent filmowy
- 1972:
  - Miroslav Hlinka, słowacki hokeista (zm. 2014)
  - Kostas Konstandinidis, grecki piłkarz
  - Ingibjörg Stefánsdóttir, islandzka piosenkarka, aktorka
- 1973:
  - Helena Elinder, szwedzka szpadzistka
  - Régis Genaux, belgijski piłkarz (zm. 2008)
  - Priest Lauderdale, amerykańsko-bułgarski koszykarz
  - Dagmara Matuszak, polska ilustratorka, malarka, autorka komiksów
  - Scott Niedermayer, kanadyjski hokeista
- 1974:
  - Teruyoshi Itō, japoński piłkarz
  - Andrij Medwediew, ukraiński tenisista
  - Wadzim Miazha, białoruski bokser
  - Teodozjusz (Snihiriow), ukraiński biskup prawosławny
  - Alissa White, szwedzka lekkoatletka, tyczkarka
  - Andrejus Zadneprovskis, litewski pięcioboista nowoczesny, polityk pochodzenia rosyjskiego
- 1975:
  - Daniel Harding, brytyjski dyrygent
  - Paweł Łakomy, polski kajakarz
  - Sara Ramírez, meksykańska aktorka, piosenkarka
- 1976:
  - Vincent Delerm, francuski piosenkarz, pianista, kompozytor
  - Mónika Grábics, węgierska szachistka
  - Roque Júnior, brazylijski piłkarz
  - Dariusz Krupa, polski gitarzysta, muzyk sesyjny, piosenkarz
  - Radek Martínek, czeski hokeista
  - Marlin Stutzman, amerykański polityk
- 1977:
  - Konstantin Gorowikow, rosyjski hokeista
  - Jeff Hardy, amerykański wrestler, aktor
  - Ian Harte, irlandzki piłkarz
  - Serafin (Kuźminow), rosyjski biskup prawosławny
  - Del Marquis, amerykański gitarzysta, członek zespołu Scissor Sisters
  - Craig Nicholls, australijski wokalista, gitarzysta, członek zespołu The Vines
  - Shannon Richardson, amerykańska aktorka, przestępczyni
  - Chris Rogers, australijski krykiecista
- 1978:
  - Philippe Christanval, francuski piłkarz
  - Mike Erwin, amerykański aktor
  - Marcin Koczot, polski wokalista
  - Sebastian Kudas, polski rysownik, ilustrator, scenograf
  - Hoda Lattaf, francuska piłkarka
  - Duncan Ochieng, kenijski piłkarz, bramkarz
  - Sandis Valters, łotewski koszykarz
  - Wojciech Wrochna, polski prawnik, polityk, sekretarz stanu
- 1979:
  - Mickie James, amerykańska wrestlerka, piosenkarka
  - Peter Luczak, australijski tenisista pochodzenia polskiego
  - Karem da Silva, brazylijska lekkoatletyka, tyczkarka
- 1980:
  - Samuel Beltz, australijski wioślarz
  - Joe Budden, amerykański raper
  - Marcus Lindberg, szwedzki piłkarz
  - Aleksandr Popow, rosyjski hokeista
  - Francis Tonemassa, kameruński siatkarz
- 1981:
  - 40 Cal., amerykański raper
  - Örn Arnarson, islandzki pływak
  - Joshua Close, kanadyjski aktor
  - Matt Ellis, kanadyjski hokeista
  - Ahmad al-Harisi, omański kierowca wyścigowy
  - Plenette Pierson, amerykańska koszykarka
  - Paulina Sigg, fińska lekkoatletka, tyczkarka
- 1982:
  - Ian Crocker, amerykański pływak
  - Chris Duhon, amerykański koszykarz
  - Chris Katongo, zambijski piłkarz
  - Łukasz Mierzejewski, polski piłkarz
  - Patrick Nuo, szwajcarsko-albański piosenkarz
  - Łukasz Obrzut, polski koszykarz
  - Pepe Reina, hiszpański piłkarz, bramkarz
  - Najla Tueni, libańska dziennikarka, polityk
- 1983:
  - Milan Biševac, serbski piłkarz
  - Elizabeth Borowsky, amerykańska pianistka pochodzenia polskiego
  - Alina Cantea, rumuńska lekkoatletka, tyczkarka
  - Roddy Darragon, francuski biegacz narciarski
  - Lasse Svan Hansen, duński piłkarz ręczny
  - Ossi Louhivaara, fiński hokeista
- 1984:
  - Sameer Bhattacharya, amerykański gitarzysta, członek zespołu Flyleaf
  - Marko Banić, chorwacki koszykarz
  - Matti Breschel, duński kolarz szosowy
  - Wolfgang Cerny, austriacki aktor
  - Ryan Kesler, amerykański hokeista
  - Marzena Kłuczyńska, polska lekkoatletka, biegaczka długodystansowa
  - Ted Ligety, amerykański narciarz alpejski
  - Javier Mojica, portorykański koszykarz
  - David Morris, australijski narciarz dowolny
  - Gabriella Szűcs, węgierska piłkarka ręczna
- 1985:
  - Eglė Šulčiūtė, litewska koszykarka
  - Marina Alabau, hiszpańska windsurferka
  - Nikoloz Izoria, gruziński bokser
  - Rolando, portugalski piłkarz pochodzenia kabowerdyjskiego
  - Mhairi Spence, brytyjska pięcioboistka nowoczesna
- 1986:
  - Timur Bagautdinow, rosyjski piłkarz
  - William Collazo, kubański lekkoatleta, sprinter
  - Feng Tianwei, singapurska tenisistka stołowa
  - Lene Nielsen, duńska curlerka
  - Raca, polski raper (zm. 2019)
  - Melanie Schlanger, australijska pływaczka
  - Johnny Wactor, amerykański aktor (zm. 2024)
  - Blake Wheeler, amerykański hokeista
  - D.J. White, amerykański koszykarz
- 1987:
  - Pat Curran, amerykański zawodnik MMA
  - Jekatierina Djaczenko, rosyjska szablistka
  - Morgan Kneisky, francuski kolarz szosowy i torowy
  - Ondřej Pavelec, czeski hokeista, bramkarz
  - Marin Tomasov, chorwacki piłkarz
- 1988:
  - Antoine Adams, lekkoatleta, sprinter z Saint Kitts i Nevis
  - Karolina Bochra, polska piłkarka
  - Ken Kallaste, estoński piłkarz
  - Joandry Leal, kubański siatkarz
  - Vianney Mabidé, środkowoafrykański piłkarz
  - Megan McCauley, amerykańska piosenkarka, autorka tekstów
  - David Ospina, kolumbijski piłkarz, bramkarz
  - Jurij Postrigaj, rosyjski kajakarz
  - Mahamane Traoré, malijski piłkarz
- 1989:
  - Marta Dąbrowska, polska zawodniczka karate
  - Denise Hanke, niemiecka siatkarka
  - Dawid Konarski, polski siatkarz
  - Salvatore Puccio, włoski kolarz szosowy
  - Xavier Siméon, belgijski motocyklista wyścigowy
  - Josip Sobin, chorwacki koszykarz
  - Tameka Williams, lekkoatletka z Saint Kitts i Nevis, sprinterka
- 1990:
  - Alaksandyr Cwetkow, bułgarski piłkarz
  - Andrés Flores, salwadorski piłkarz
  - Swetosław Gocew, bułgarski siatkarz
  - Paulina Górska, polska wioślarka
  - Gary Mackay-Steven, szkocki piłkarz
  - Tadeja Majerič, słoweńska tenisistka
  - Aneta Nogaj, polska motorowodniaczka
- 1991:
  - Moreno Hofland, holenderski kolarz szosowy
  - Petros Mandalos, grecki piłkarz
  - Jason Rogers, lekkoatleta z Saint Kitts i Nevis, sprinter
  - Jakub Słowik, polski piłkarz, bramkarz
  - Cédric Soares, portugalski piłkarz
- 1992:
  - Holly Earl, brytyjska aktorka
  - Kacper Gonciarz, polski siatkarz
  - Maryja Mamaszuk, białoruska zapaśniczka
  - Nicolás Tagliafico, argentyński piłkarz pochodzenia włoskiego
- 1993:
  - Michaela Abrhámová, słowacka siatkarka
  - Anna Karnauch, rosyjska piłkarka wodna
  - Pablo Marí, hiszpański piłkarz
  - Muhammad Ali Zaghlul, egipski zapaśnik
- 1994:
  - Mikkel Bech, duński żużlowiec
  - Luiyi de Lucas, dominikański piłkarz
  - Klemens Murańka, polski skoczek narciarski
- 1995:
  - Mobolade Ajomale, kanadyjski lekkoatleta, sprinter pochodzenia nigeryjskiego
  - Tayler Persons, amerykański koszykarz
  - Magdalena Wasylik, polska aktorka, piosenkarka
- 1996:
  - Jalen Brunson, amerykański koszykarz
  - Fabio Jakobsen, holenderski kolarz szosowy
  - Lin Junmin, chiński strzelec sportowy
  - Chiara Mair, austriacka narciarka alpejska
  - Robin Pedersen, norweski skoczek narciarski
  - Kacper Woryna, polski żużlowiec
- 1997:
  - Tomasz Fornal, polski siatkarz
  - Huang Hsiao-wen, tajwańska pięściarka
  - Dika Mem, francuski piłkarz ręczny
  - Arkadiusz Moryto, polski piłkarz ręczny
  - Matthew Soukup, kanadyjski skoczek narciarski
- 1998:
  - Agnieszka Kaszuba, polska lekkoatletka, tyczkarka
  - İrem Korkmaz, turecka judoczka
- 1999 – Miomir Kecmanović, serbski tenisista
- 2000:
  - Elvis Claros, salwadorski piłkarz
  - Angel Gomes, angielski piłkarz pochodzenia angolskiego
  - Marko Łewiszyn, ukraiński żużlowiec
  - Aleksandra Wojtala, polska koszykarka
- 2001 – Amanda Anisimova, amerykańska tenisistka pochodzenia rosyjskiego
- 2003 – Ignacio Sosa, urugwajski piłkarz
- 2004:
  - Jang Won-young, południowokoreańska modelka, piosenkarka
  - Antim Panghal, indyjska zapaśniczka
  - Giorgia Pedone, włoska tenisistka
- 2017 – Gabriel Bernadotte, szwedzki książę

## Zmarli
- 651 – Aidan, iroszkocki mnich, biskup, święty (ur. ?)
- 577 – Jan III Scholastyk, patriarcha Konstantynopola (ur. ok. 503)
- 836 – Wala z Corbie, frankijski doradca cesarski, opat (ur. ok. 755)
- 931 – Krzysztof Lekapen, współcesarz bizantyński (ur. ?)
- 1056 – Teodora, cesarzowa bizantyńska (ur. 981)
- 1158 – Sancho III Upragniony, król Kastylii (ur. ok. 1134)
- 1218 – Al-Adil, sułtan Egiptu z dynastii Ajjubidów (ur. 1145)
- 1234 – Go-Horikawa, cesarz Japonii (ur. 1212)
- 1247 – Konrad I, książę mazowiecki i krakowski (ur. 1187/88)
- 1324 – Henryk II, król Jerozolimy i Cypru (ur. 1271)
- 1417 – Jan Walezjusz, delfin Francji (ur. 1398)
- 1422 – Henryk V Lancaster, król Anglii (ur. 1387)
- 1501 – Johann Ferber, niemiecki polityk, rajca i burmistrz Gdańska (ur. 1430)
- 1528 – Matthias Grünewald, niemiecki malarz, architekt, inżynier (ur. 1480)
- 1589 – Jurij Dalmatin, słoweński teolog protestancki, pisarz (ur. ok. 1547)
- 1592 – Wilhelm z Rožemberku, burgrabia praski, wielki szambelan Królestwa Czech (ur. 1535)
- 1645 – Francesco Bracciolini, włoski poeta (ur. 1566)
- 1654 – Ole Worm, duński lekarz, naukowiec, antykwariusz (ur. 1588)
- 1667 – Johann Rist, niemiecki teolog ewangelicki, poeta, dramaturg, purysta językowy (ur. 1607)
- 1678 – Ludwik VII, landgraf Hesji-Darmstadt (ur. 1658)
- 1682 – Philips Pels, holenderski dyplomata (ur. 1623)
- 1688 – John Bunyan, angielski pisarz, kaznodzieja (ur. 1628)
- 1693 – Laurent Cassegrain, francuski duchowny katolicki, fizyk (ur. ok. 1629)
- 1709 – Andrea del Pozzo, włoski jezuita, malarz, architekt (ur. 1642)
- 1724 – Ludwik I Burbon, król Hiszpanii (ur. 1707)
- 1728 – Stanisław Chomętowski, polski szlachcic, hetman polny koronny, wojewoda mazowiecki (ur. 1673)
- 1741:
  - Kazimierz Czartoryski, polski ziemianin, polityk (ur. 1674)
  - Johann Gottlieb Heineccius, niemiecki prawnik (ur. 1681)
- 1758 – Karol Grudziński, polski szlachcic, polityk (ur. 1699)
- 1762 – Momozono, cesarz Japonii (ur. 1741)
- 1786 – Józef Jerzy Hylzen, polski polityk (ur. 1736)
- 1795 – François Philidor, francuski szachista (ur. 1726)
- 1800 – John Blair, amerykański prawnik, polityk (ur. 1732)
- 1801 – Nicola Sala, włoski kompozytor (ur. 1713)
- 1802 – Kajetan Potocki, polski szlachcic, urzędnik (ur. ok. 1750)
- 1807 – Ponce-Denis Écouchard-Lebrun, francuski poeta (ur. 1729)
- 1811 – Louis-Antoine de Bougainville, francuski żeglarz, badacz Oceanii (ur. 1729)
- 1814:
  - Teodor Gruell-Gretz, polski lekarz, aptekarz, polityk, prezydent Lublina (ur. ok. 1749)
  - Arthur Phillip, brytyjski admirał, administrator kolonialny (ur. 1738)
- 1823 – Jesse Franklin, amerykański polityk (ur. 1760)
- 1834 – Karl Ludwig Harding, niemiecki astronom (ur. 1765)
- 1837:
  - Jan Bernhard, polski inżynier, geodeta, urbanista pochodzenia niemieckiego (ur. 1776)
  - Vicente Isabel Osorio de Moscoso y Álvarez de Toledo, hiszpański arystokrata, polityk (ur. 1777)
- 1864 – Ferdinand Lassalle, niemiecki polityk, myśliciel polityczny, rewolucjonista, działacz socjalistyczny, pisarz pochodzenia żydowskiego (ur. 1825)
- 1867 – Charles Baudelaire, francuski poeta, krytyk literacki (ur. 1821)
- 1880 – Antoni Jaksa-Marcinkowski, polski pisarz, krytyk literacki, etnograf, satyryk, tłumacz (ur. 1823)
- 1881 – Pedro Luiz Napoleão Chernoviz, brazylijski lekarz pochodzenia polskiego (ur. 1812)
- 1888 – Mary Ann Nichols, Angielka, pierwsza ofiara Kuby Rozpruwacza (ur. 1845)
- 1889 – Eugeniusz Klemens Dziewulski, polski przyrodnik (ur. 1842)
- 1895 – Marceli Jawornicki, polski działacz społeczny, uczestnik powstania listopadowego (ur. 1813)
- 1901 – Mikołaj Biernacki, polski poeta, satyryk (ur. 1836)
- 1902 – Imre Steindl, węgierski architekt (ur. 1839)
- 1905 – Francesco Tamagno, włoski śpiewak operowy (tenor) (ur. 1850)
- 1907:
  - Michał Hofmokl, polski prawnik, sędzia, polityk (ur. 1832)
  - Francisco Ríos González, hiszpański przestępca (ur. 1879)
- 1909 – John Bunyan Bristol, amerykański malarz (ur. 1826)
- 1910 – Pierre Aubry, francuski muzykolog, filolog, wykładowca akademicki (ur. 1874)
- 1913:
  - Erwin Bälz, niemiecki lekarz, antropolog (ur. 1849)
  - Charles H. Turner, amerykański polityk (ur. 1861)
- 1915:
  - Adolphe Pégoud, francuski pilot wojskowy, as myśliwski (ur. 1889)
  - Marcin Stalmach, polski żołnierz Legionów Polskich (ur. 1895)
- 1916 – John St. John, amerykański polityk (ur. 1833)
- 1918 – Bertram Heinrich, niemiecki pilot wojskowy, as myśliwski (ur. 1894)
- 1919 – Johann Sigurjonsson, islandzki dramaturg, poeta (ur. 1880)
- 1920:
  - Bronisław Gąsiorowski, polski podchorąży (ur. 1898)
  - Adolf Lachowicz, polski porucznik kawalerii (ur. 1890)
  - Jukka Rahja, fiński działacz komunistyczny (ur. 1887)
  - Wilhelm Wundt, niemiecki filozof, psycholog (ur. 1832)
  - Bolesław Ziemba, polski podporucznik kawalerii (ur. 1896)
- 1921 – Karl von Bülow, niemiecki feldmarszałek (ur. 1846)
- 1922:
  - Dambyn Czagdardżaw, mongolski polityk, premier Mongolii (ur. 1880)
  - Edward Middleton Manigault, amerykański malarz (ur. 1887)
- 1927 – Andranik Ozanian, ormiański generał (ur. 1865)
- 1929 – Morton Prince, amerykański neurolog, psychiatra (ur. 1854)
- 1931 – Ibrahim-bek, muzułmański przywódca środkowoazjatyckiego antybolszewickiego ruchu Basmaczy (ur. 1889)
- 1932:
  - Mojsze Lejb Halpern, żydowski poeta (ur. 1886)
  - Lazzaro Pisani, maltański malarz (ur. 1854)
- 1934:
  - Bolesław Butkiewicz, polski prawnik, wydawca, dziennikarz (ur. 1883)
  - Karol Ejbisz, polski porucznik, uczestnik powstania styczniowego (ur. 1845)
- 1936:
  - Gustav Almgren, szwedzki szpadzista (ur. 1906)
  - Miguel Menéndez García, hiszpański dominikanin, męczennik, błogosławiony (ur. 1885)
- 1939 – Franciszek Honiok, polska ofiara prowokacji gliwickiej (ur. 1896)
- 1940:
  - Wasilij Mołodcow, rosyjski nauczyciel, językoznawca (ur. 1886)
  - Raymond Smith Dugan, amerykański astronom (ur. 1878)
- 1941:
  - Marina Cwietajewa, rosyjska poetka, pisarka (ur. 1892)
  - Alfred Hettner, niemiecki geograf, wykładowca akademicki (ur. 1859)
  - Ludwik Kulczycki, polski socjolog, publicysta, wykładowca akademicki (ur. 1866)
  - Bencijon Michtom, polski malarz pochodzenia żydowskiego (ur. 1909)
- 1942:
  - Georg von Bismarck, niemiecki generał major (ur. 1891)
  - Teodor Drapiewski, polski zakonnik, misjonarz, męczennik, błogosławiony (ur. 1880)
  - Stanisław Sokołowski, polski leśnik (ur. 1865)
- 1943 – Nina Sosnina, radziecka komsomołka, partyzantka (ur. 1923)
- 1944 – Polegli w powstaniu warszawskim:
  - Edward Adamski, polski plutonowy, działacz socjalistyczny (ur. 1905)
  - Jan Kajus Andrzejewski, polski harcmistrz, podpułkownik (ur. 1913)
  - Józef Archutowski, polski duchowny katolicki, teolog (ur. 1879)
  - Maria Dziak, polska sanitariuszka (ur. 1925)
  - Józef Hłasko, polski kapitan (ur. 1899)
  - Ewaryst Jakubowski, polski porucznik, cichociemny (ur. 1920)
  - Stefan Kowalewski, polski podporucznik (ur. 1915)
  - Maria Kowalska, polska sanitariuszka (ur. 1924)
  - Czesław Nantel, polski sierżant (ur. 1921)
  - Włodzimierz Słubicki, polski sierżant podchorąży (ur. 1921)
  - Leon Zubrzycki, polski podporucznik rezerwy piechoty (ur. 1918)
- 1944:
  - Michaił Nowochat´ko, radziecki pułkownik (ur. 1907)
  - Henryk Rowid, polski nauczyciel, teoretyk pedagogiki, działacz oświatowy (ur. 1877)
  - Józef Tatar, polski góral, przewodnik tatrzański, gajowy (ur. 1863)
- 1945:
  - Stefan Banach, polski matematyk, wykładowca akademicki (ur. 1892)
  - Makary III, patriarcha Kościoła koptyjskiego (ur. 1872)
- 1946:
  - Gustaw Włodek, polski inżynier (ur. 1877)
  - Pawieł Tiulajew, radziecki polityk (ur. 1905)
- 1947:
  - Konrad Dybowski, polski żołnierz ZWZ i AK, oficer polityczno-wychowawczy MO (ur. 1919)
  - Władysław Dybowski, polski prawnik, rotmistrz (ur. 1892)
- 1948:
  - Anton Kaindl, niemiecki funkcjonariusz i zbrodniarz nazistowski (ur. 1902)
  - Andriej Żdanow, radziecki polityk (ur. 1896)
- 1949 – André-Louis Debierne, francuski chemik, fizyk (ur. 1874)
- 1950:
  - Maciej Nowicki, polski architekt (ur. 1910)
  - Pere Tarrés Claret, hiszpański duchowny katolicki, błogosławiony (ur. 1905)
- 1951:
  - Abraham Cahan, amerykański dziennikarz, publicysta, pisarz pochodzenia żydowskiego (ur. 1860)
  - Bolesław Wasiutyński, polski wojskowy, ofiara represji stalinowskich (ur. 1898)
- 1952:
  - Antoni Antczak, polski dziennikarz, działacz narodowo-demokratyczny (ur. 1890)
  - Henri Bourassa, kanadyjski dziennikarz, polityk (ur. 1868)
  - Jim Rigsby, amerykański kierowca wyścigowy (ur. 1923)
- 1954 – Carl Isidor Cori, austriacki zoolog (ur. 1865)
- 1955 – Eberhard Köbel, niemiecki działacz młodzieżowy, pisarz, publicysta (ur. 1907)
- 1956 – Antoni Bogusławski, polski podpułkownik, pisarz, tłumacz (ur. 1889)
- 1959 – Wacław Schayer, polski działacz ludowy, polityk, poseł na Sejm PRL (ur. 1905)
- 1960 – Rudolf Spanner, niemiecki patolog, wykładowca akademicki, działacz nazistowski (ur. 1895)
- 1962 – Felicjan Sławoj Składkowski, polski generał, polityk, minister spraw wewnętrznych, premier RP (ur. 1885)
- 1963:
  - Stefan Barcikowski, polski kupiec, polityk, senator RP (ur. 1893)
  - Georges Braque, francuski malarz, grafik, rzeźbiarz (ur. 1882)
- 1965:
  - E.E. Smith, amerykański pisarz science fiction (ur. 1890)
  - Bolesław Thiem, polski malarz (ur. 1919)
- 1966 – Dolf van der Scheer, holenderski łyżwiarz szybki (ur. 1909)
- 1967:
  - Tamara Bunke, argentyńska komunistka (ur. 1937)
  - Ilja Erenburg, rosyjski prozaik, poeta, publicysta pochodzenia żydowskiego (ur. 1891)
- 1968 – Stanisław Kirkin, polski architekt (ur. 1890)
- 1969 – Rocky Marciano, amerykański bokser (ur. 1923)

- 1971 – Dorothea von Philipsborn, niemiecka rzeźbiarka (ur. 1894)
- 1973:
  - John Ford, amerykański reżyser filmowy (ur. 1894)
  - Michał Reicher, polski anatom, antropolog pochodzenia żydowskiego (ur. 1888)
- 1974 – Norman Kirk, nowozelandzki polityk, premier Nowej Zelandii (ur. 1923)
- 1975:
  - Pierre Blaise, francuski aktor (ur. 1955)
  - Robert Johnsen, duński gimnastyk (ur. 1896)
- 1977:
  - Sidney Atkinson, południowoafrykański lekkoatleta, płotkarz (ur. 1901)
  - Wsiewołod Rożdiestwienski, rosyjski poeta (ur. 1895)
  - George Schuyler, amerykański pisarz, dziennikarz (ur. 1895)
- 1978:
  - Ángel Bossio, argentyński piłkarz, bramkarz (ur. 1905)
  - Edwin Myers, amerykański lekkoatleta, tyczkarz (ur. 1896)
  - John Wrathall, rodezyjski polityk, prezydent Rodezji (ur. 1913)
- 1979 – Kazimiera Jeżewska, polska poetka, tłumaczka (ur. 1902)
- 1980 – Wanda Bartówna, polska aktorka (ur. 1917)
- 1981 – Heinrich Maushake, niemiecki pilot wojskowy, as myśliwski (ur. 1894)
- 1984:
  - Mieczysław Brahmer, polski romanista (ur. 1899)
  - Mosze Czerniak, izraelski szachista (ur. 1910)
  - Henryk Rostworowski, polski poeta, piosenkarz, tłumacz (ur. 1912)
- 1985 – Frank Macfarlane Burnet, australijski immunolog, laureat Nagrody Nobla (ur. 1899)
- 1986:
  - Jorge Alessandri, chilijski polityk, prezydent Chile (ur. 1896)
  - Urho Kekkonen, fiński polityk, premier i prezydent Finlandii (ur. 1900)
  - Henry Moore, brytyjski rzeźbiarz (ur. 1898)
  - Čestmír Řanda, czeski aktor, reżyser teatralny (ur. 1923)
- 1987 – Michaił Pomazniew, radziecki polityk (ur. 1911)
- 1988 – Wasil Mżawanadze, radziecki generał, polityk (ur. 1902)
- 1989 – Morris Dalitz, amerykański przestępca pochodzenia żydowskiego (ur. 1899)
- 1990:
  - Nathaniel Clifton, amerykański koszykarz, baseballista (ur. 1922)
  - Henry From, duński piłkarz, bramkarz, trener (ur. 1926)
- 1991 – Juliusz Demel, polski historyk, wykładowca akademicki (ur. 1921)
- 1992 – Wolfgang Güllich, niemiecki wspinacz (ur. 1960)
- 1993 – Towa Sanhedraj, izraelska polityk (ur. 1906)
- 1995:
  - Gertrud Luckner, niemiecka działaczka społeczna (ur. 1900)
  - Zdzisław Najmrodzki, polski przestępca (ur. 1954)
- 1996:
  - Wacław Jan Godlewski, polski pedagog, tłumacz, poeta emigracyjny (ur. 1906)
  - Gieorgij Stiepanow, radziecki polityk (ur. 1909)
  - Ljuba Welitsch, bułgarska śpiewaczka operowa (sopran) (ur. 1913)
- 1997:
  - Dodi Al-Fayed, egipski producent filmowy (ur. 1955)
  - Diana Spencer, księżna Walii, działaczka społeczna (ur. 1961)
  - Pola Wawer, polska okulistka pochodzenia żydowskiego (ur. 1914)
- 1998:
  - John David Bland, amerykański aktor (ur. 1963)
  - Józef Kuropieska, polski generał broni, pisarz, polityk, poseł na Sejm PRL (ur. 1904)
  - Witold Lubiński, polski kolejarz, polityk, poseł na Sejm PRL (ur. 1931)
- 1999 – Marguerite Chapman, amerykańska aktorka (ur. 1918)
- 2000:
  - Renard Czajkowski, polski dyrygent, pedagog (ur. 1934)
  - Jaroslav Dudek, czeski reżyser teatralny i telewizyjny (ur. 1932)
  - Nodar Gabunia, gruziński pianista, kompozytor (ur. 1933)
  - Joan Hartigan, australijska tenisistka (ur. 1912)
  - Mieczysław Róg-Świostek, polski działacz państwowy, dziennikarz, historyk (ur. 1919)
- 2002:
  - Bolesław Bonczar, polski generał brygady (ur. 1923)
  - Lionel Hampton, amerykański wibrafonista i perkusista jazzowy (ur. 1908)
  - Joe McCluskey, amerykański lekkoatleta, długodystansowiec (ur. 1911)
  - Dhorkë Orgocka, albańska aktorka (ur. 1937)
  - George Porter, brytyjski chemik, wykładowca akademicki, laureat Nagrody Nobla (ur. 1920)
  - Samson Samsonow, rosyjski scenarzysta, reżyser filmowy i teatralny (ur. 1921)
- 2003:
  - Tadeusz Machl, polski kompozytor, organista, pedagog (ur. 1922)
  - Péter Székely, węgierski szachista, trener (ur. 1955)
- 2004 – Bent Krog, duński piłkarz (ur. 1935)
- 2005:
  - Stéphane Bruey, francuski piłkarz pochodzenia polskiego (ur. 1932)
  - Józef Rotblat, brytyjski fizyk, radiobiolog, pacyfista pochodzenia polsko-żydowskiego, laureat Pokojowej Nagrody Nobla (ur. 1908)
  - H.W.F. Saggs, brytyjski orientalista (ur. 1920)
  - Michael Sheard, szkocki aktor (ur. 1938)
  - Stefania Woytowicz, polska śpiewaczka operowa (sopran) (ur. 1922)
- 2006:
  - Mohamed Abdelwahab, egipski piłkarz (ur. 1983)
  - Ingvar Gärd, szwedzki piłkarz, trener (ur. 1921)
  - Paolo Montarsolo, włoski śpiewak operowy (bas) (ur. 1925)
- 2007 – Włodzimierz Brus, polski ekonomista pochodzenia żydowskiego (ur. 1921)
- 2008:
  - Hanna Lemańska-Węgrzecka, polska pisarka, publicystka (ur. 1959)
  - Ryszard Łysakowski, polski piłkarz (ur. 1911)
  - Jerry Reed, amerykański aktor, muzyk (ur. 1937)
- 2009 – Torsten Lindberg, szwedzki piłkarz, bramkarz, trener (ur. 1917)
- 2010:
  - Laurent Fignon, francuski kolarz szosowy (ur. 1960)
  - Władimir Szkodrow, bułgarski astronom (ur. 1930)
- 2011:
  - Adam Chyżewski, polski inżynier, publicysta, działacz PTTK (ur. 1936)
  - Abderrahmane Mahjoub, marokańsko-francuski piłkarz, trener (ur. 1929)
  - Johann Riegler, austriacki piłkarz (ur. 1929)
  - Walerij Rożdiestwienski, rosyjski pułkownik-inżynier, kosmonauta (ur. 1939)
- 2012:
  - Mahmoud El-Gohary, egipski piłkarz, trener (ur. 1938)
  - Carlo Maria Martini, włoski duchowny katolicki, jezuita, arcybiskup Mediolanu, kardynał (ur. 1927)
  - Marian Narkowicz, polski muzyk, multiinstrumentalista, kompozytor, aranżer, członek zespołów: Cytrus i Korba (ur. 1954)
  - Éric Pichon, francuski kolarz szosowy (ur. 1966)
  - Heraldine Rock, polityczka z Saint Lucia (zm. 1933)
  - Siergiej Sokołow, rosyjski dowódca wojskowy, polityk, marszałek i minister obrony ZSRR (ur. 1911)
- 2013:
  - William Brennan, australijski duchowny katolicki, biskup Wagga Wagga (ur. 1938)
  - David Frost, brytyjski dziennikarz, pisarz, aktor (ur. 1939)
  - Paweł Pytliński, polski judoka (ur. 1977)
- 2014:
  - Wiesław Garboliński, polski malarz (ur. 1927)
  - Jimi Jamison, amerykański wokalista rockowy, członek zespołu Survivor (ur. 1951)
  - Liza Laska, albańska aktorka, reżyserka (ur. 1926)
  - Jonathan Williams, brytyjski kierowca wyścigowy (ur. 1942)
- 2015 – Edward Douglas-Scott-Montagu, brytyjski arystokrata, polityk (ur. 1926)
- 2016 – Beata Kolis, polska dziennikarka (ur. 1958)
- 2017:
  - Richard Anderson, amerykański aktor (ur. 1926)
  - Egon Günther, niemiecki reżyser i scenarzysta filmowy (ur. 1927)
  - Dirk Hafemeister, niemiecki jeździec sportowy (ur. 1958)
- 2018:
  - Luigi Luca Cavalli-Sforza, włoski antropolog, genetyk populacyjny (ur. 1922)
  - José Luis Dibildox Martínez, meksykański duchowny katolicki, biskup Tampico (ur. 1943)
  - Tadeusz Federowski, polski perkusista jazzowy (ur. 1931)
  - David Yallop, brytyjski pisarz (ur. 1937)
  - Aleksandr Zacharczenko, rosyjski wojskowy, samozwańczy przywódca Donieckiej Republiki Ludowej (ur. 1976)
- 2019:
  - Anthoine Hubert, francuski kierowca wyścigowy (ur. 1996)
  - Ivica Tolić, chorwacki komodor, polityk, eurodeputowany (ur. 1968)
  - Immanuel Wallerstein, amerykański socjolog, historyk, ekonomista pochodzenia żydowskiego (ur. 1930)
  - Zbigniew Zaleski, polski psycholog, polityk, eurodeputowany (ur. 1947)
- 2020:
  - Nina Boczarowa, ukraińska gimnastyczka sportowa (ur. 1924)
  - Fritz d’Orey, brazylijski kierowca wyścigowy (ur. 1938)
  - Pranab Mukherjee, indyjski polityk, minister finansów, spraw zagranicznych i obrony, prezydent Indii (ur. 1935)
- 2021:
  - Sebastiano Dho, włoski duchowny katolicki, biskup Alba Pompeia (ur. 1935)
  - Roman Malinowski, polski polityk, wicepremier, minister przemysłu spożywczego i skupu, marszałek Sejmu PRL (ur. 1935)
  - Francesco Morini, włoski piłkarz (ur. 1944)
- 2022:
  - Alexander Horváth, słowacki piłkarz, trener (ur. 1938)
  - Wiktor Zatwarski, polski aktor, piosenkarz (ur. 1935)
- 2023:
  - Gayle Hunnicutt, amerykańska aktorka (ur. 1943)
  - Jan Jongbloed, holenderski piłkarz (ur. 1940)
  - Piotr Wolański, polski naukowiec, profesor nauk technicznych (ur. 1942)
- 2024:
  - Souleymane Bamba, iworyjski piłkarz (ur. 1985)
  - Eugeniusz Korczarowski, polski aktor (ur. 1937)